# Gerechtsgebouw (Oostende)

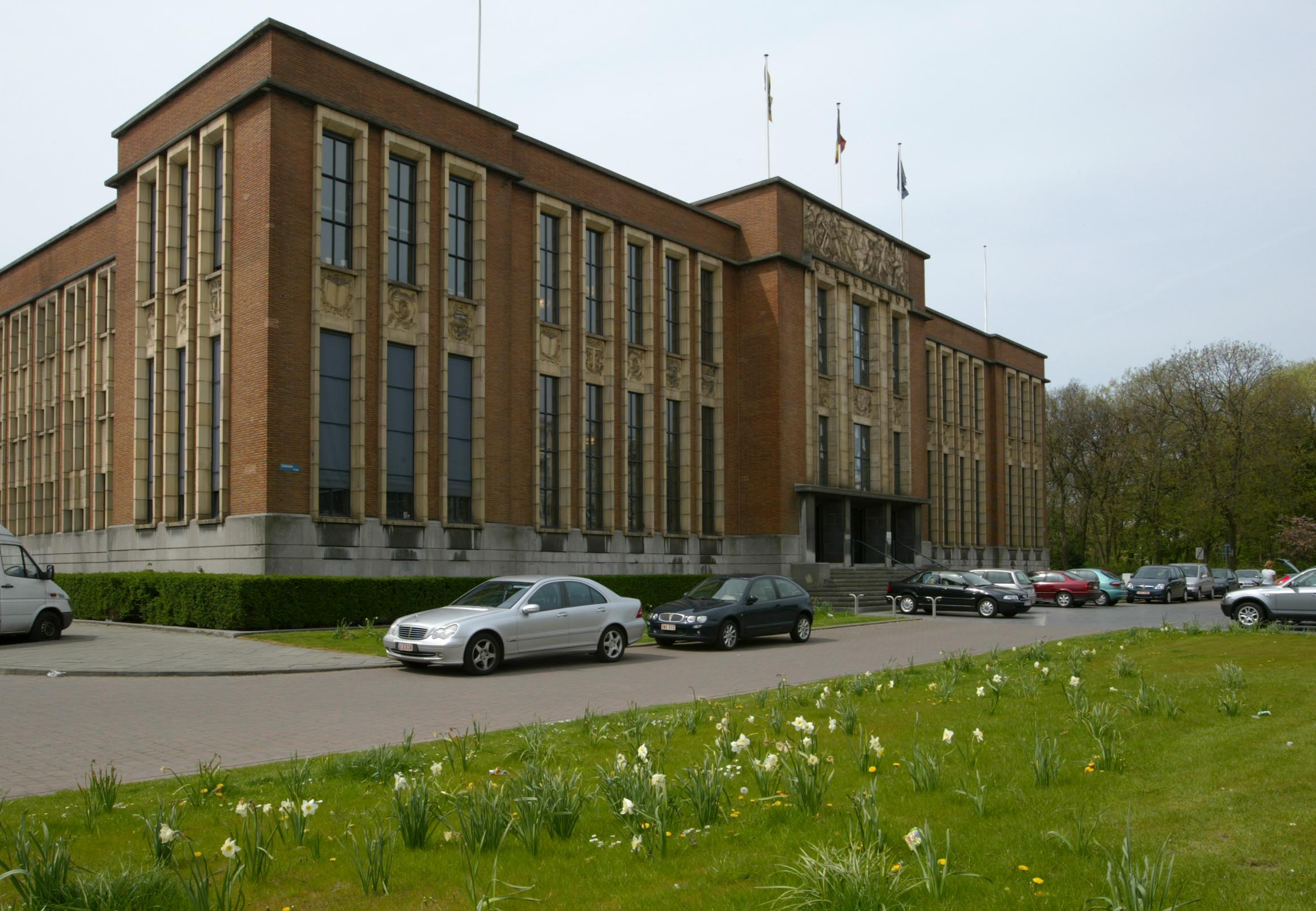
Het gerechtsgebouw van Oostende (2006)

Het gerechtsgebouw van Oostende is een gebouw in de Belgische stad Oostende. Het huisvest de vredegerechten van de twee Oostendse gerechtelijke kantons en de ondernemingsrechtbank Gent afdeling Oostende. Het is gelegen aan het Canadaplein en in de internationale stijl opgetrokken.

## Geschiedenis
In 1935-1936 werd een nationale architectuurwedstrijd uitgeschreven voor de bouw van een gerechtsgebouw op het stadsterrein tussen de Euphrosina Beernaertstraat en Vindictivelaan. Tot dan toe waren de gerechtelijke diensten in enkele panden in de Witte Nonnenstraat ondergebracht. Het oorspronkelijk bouwprogramma voorzag een neoclassicistisch complex met stadsbibliotheek, museum, archief en handelskamer, maar de opdracht werd beperkt tot de bouw van een gerechtshof. Een tiental ontwerpers deden mee aan de wedstrijd. Onder de juryleden bevond zich onder meer schepen van Openbare Werken Henri Edebau en volksvertegenwoordiger Julien Peurquaet. Het winnende project was van de hand van de Oostendse architecten Sylvain Robert Smis, Marcel Van Coilliet en Frans Van Laere, mits een toevoeging van het monumentale bas-reliëf boven de ingang. Vanwege de vernietiging van het stadhuis in 1940 deed het gerechtsgebouw aanvankelijk ook als stadhuis dienst. Vanaf 1956 verhuisden de stadsdiensten naar een nieuw stadhuis. Het gerechtsgebouw werd in 1998 gerestaureerd.